# Хайделбергско художествено дружество
Хайделбергското художествено дружество (нем.: Heidelberger Kunstverein) e едно от най-старите дружества за подпомагане на изкуството в Германия. Основано е през 1869 г.
Разполага със собствени, добре оборудвана изложбени зали в централната част на стария град. Изложбите обикновено са придружени от издаден за целта каталог.
Дружеството се финансира както от собствени средства (членски внос, дарения), така и от субсидии – от гр. Хайделберг, от провинцията Баден-Вюртемберг и др.
По собствени данни към 2008 г. дружеството има 1200 члена, а членският внос е 50 евро годишно.
От 2005 г. директор на дружеството е датчанинът Йохан Холтен.